# Pachycara bulbiceps
Pachycara bulbiceps és una espècie de peix de la família dels zoàrcids i de l'ordre dels perciformes.

## Morfologia
- Els mascles poden assolir 51,5 cm de longitud total.[4][5]

## Hàbitat
És un peix marí i d'aigües profundes que viu entre 2.400-4.780 m de fondària.

## Distribució geogràfica
Es troba al Canadà (la Colúmbia Britànica), Irlanda, Mauritània i Panamà.

## Observacions
És inofensiu per als humans.